# II. Borrell barcelonai gróf

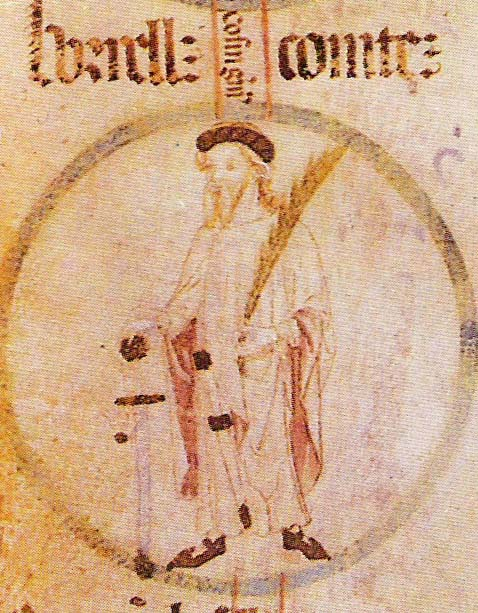
II. Borrell Barcelona grófja

II. Borrell (?–993) Barcelona, Girona és Ausona grófja 947, illetve Urgell grófja 948-tól.

## Élete
A források először apja, Sunyer uralkodása idején, 945-ben említették, a barcelonai Sant Pere de les Puelles felszentelésekor. Apja halála után, 947-ben örökölte a grófi címet, majd 948-ban nagybátyjától örökölte Urgell grófságot is.
Borrell bátyjával, I. Miróval együtt örökölte a grófi címet, utóbbi azonban 966-ban meghalt, ezzel Borrell Katalónia több, mint felének egyeduralkodója lett. A kívülállók és talpnyalók ezután csak mint dux Gothiae, azaz "Gothia hercege"-ként emlegették, de saját dokumentumaiban mindenhol mint comes et marchio, azaz "gróf és márki" szerepel.
967-ben feleségül vette Ledgardát, III. Rajmund toulouse-i gróf lányát, akitől két fia és két lánya született:
- Ramon Borrell
- Ermengol
- Ermengarda
- Richilda

Első felesége kb. 986-ban meghalt, ezt követően 987-ben feleségül vette Auvergne-i Eimerudát.

## Tevékenysége
Borrell katonai téren elég kevés sikert tudott felmutatni: a források szerint összesen két csatát vívott és mindkettőt elveszítette. Uralkodása alatt, 985-ben fosztotta ki Barcelonát a muszlim al-Mansur Ezzel szemben diplomataként jóval nagyobb sikereket ért el: a 980-as évek támadásait és II. al-Hakam córdobai kalifa egyetlen, 961-es támadását kivéve jó kapcsolatokat tartott fenn két hatalmas szomszédjával, a Córdobai Kalifátussal és a Frank Királysággal. 970-ben személyesen zarándokolt Rómába, hogy találkozzon XIII. János pápával és I. Ottó német-római császárral.
Borrell emellett a tudományok és a kultúra bőkezű támogatója volt. 967-ben látogatást tett az aurillaci apátságban és az apát arra kérte, hogy védencét, Aurillaci Gerbertet vigye magával, hogy ott matematikát tanulhasson. Gerbert ezután Ato püspök irányítása alatt a Barcelonától kb. 60 km-re található Santa Maria de Ripoll apátságban folytatta tanulmányait. Borrell védencét magával vitte 970-ben a római útra is, ahol XIII. János pápa rávette Ottó német-római császárt, hogy Gerbertet felfogadja fia, a leendő II. Ottó német-római császár házitanítójává.
985-ben azonban az egész hispán határvidéket megtámadta a muszlim hadvezér, al-Mansur, aki ebben az évben elfoglalta és feldúlta Barcelonát, a város lakosait pedig foglyul ejtette és elhurcolta. Borrell III. Lothár frank királytól kért segítséget, de Lothárnak nem állt módjában segíteni.
Borrel ekkor Capet Hugó francia királyhoz fordult, aki ugyan segítséget ígért, de végül nem tudta rávenni hűbéreseit, hogy egy déli hadjáratban támogassák. Korábban Katalónia a frank királyság hűbéresének számított, de mivel Hugó nem sietett Borrell segítségére, a katalán történészek erre a pillanatra teszik az önálló katalán nemzet születését (amit 1987-ben számos konferenciával és kiadvánnyal ünnepeltek). A valóságban azonban a hispán határvidék többi grófsága még ezután is fenntartotta kapcsolatait a francia királyi udvarral.
988 után Borrel két fia örökölte a grófságot, méghozzá felosztva a korábban egységes területeket: Ramon Borrell lett Barcelona, Girona és Osona grófja, Ermengol pedig Urgellé. Borrell azonban ezután is adott ki okmányokat és látogatta az uralma alá eső területeket. 993-ban azonban megbetegedett és a la Seu d'Urgell-hez közel eső Castellciutat-ba vitték lábadozni, azonban hamarosan meghalt.